# Бресије
Бресије (фр. Bresilley) насеље је и општина у источној Француској у региону Франш-Конте, у департману Горња Саона која припада префектури Везул.
По подацима из 2011. године у општини је живело 177 становника, а густина насељености је износила 50,0 становника/km². Општина се простире на површини од 3,54 km². Налази се на средњој надморској висини од 280 метара (максималној 221 m, а минималној 192 m).

## Демографија
| 1962. | 1968. | 1975. | 1982. | 1990. | 1999. | 2011. |
| ----- | ----- | ----- | ----- | ----- | ----- | ----- |
| 110   | 108   | 100   | 89    | 100   | 125   | 177   |

График промене броја становника у току последњих година